# Гаврилково (городской округ Щёлково)
Гаврилково — упразднённая деревня, располагавшаяся на территории городского округа Щёлково Московской области России.

## География
Находилась в северо-восточной части области, в зоне хвойно-широколиственных лесов, к югу от реки Дубёнки, к северу от автодороги 46Н-13051, на расстоянии примерно 28 километров (по прямой) к северо-востоку от города Щёлково, административного центра округа.

### Климат
Климат характеризуется как умеренно континентальный, с умеренно холодной зимой и тёплым летом. Среднегодовая температура воздуха — +2,7 °C. Средняя температура воздуха самого холодного месяца (января) — −11,3 °C (абсолютный минимум — −48 °C), средняя температура самого тёплого (июля) — +17 °С (абсолютный максимум — +36 °C). Годовое количество атмосферных осадков — 630 мм, из которых около 70 % выпадает в период с апреля по октябрь.

## История
В «Списке населенных мест Московской губернии по сведениям 1859 года» населённый пункт упомянут как владельческая деревня Гаврилиново Богородского уезда, расположенная при колодце, в 25 верстах от уездного города. В деревне насчитывалось 13 дворов и проживало 105 человек (58 мужчин и 47 женщин).
По состоянию на 1913 год, в Гаврилкове имелось 18 дворов. В административном отношении деревня входила в состав Аксёновской волости.
По данным 1926 года в деревне имелось 20 хозяйств и проживало 115 человек (51 мужчина и 64 женщины). Являлась центром Гаврилковского сельсовета Аксёновской волости Богородского уезда.